# Folsbergastenen
Folsbergastenen, Upplands runinskrifter 719, är en vikingatida runsten av rödaktig granit i Folsberga, Vallby socken och Enköpings kommun i Uppland. Den är 215 centimeter hög, 190 centimeter bred och 70 centimeter tjock. Runhöjden är 7–9 centimeter. Runstenen har flyttats några gånger, och under en period använts som vägfyllning.

## Inskriften
Translitterering av runraden:
+ akyti lit + rita + st-n + þino + yfti + tumo ... ...istr + lati kumo + ot + tumo + i lus yk baratisi + yk i þon em + besta + kristnum +
Normalisering till runsvenska:
Aguti let retta st[æi]n þenna æftiR Tuma/Tumma ... [K]ristr lati koma and Tuma/Tumma i lius ok paradisi ok i þann hæim bæzta kristnum.
Översättning till nusvenska:
Agute lät resa denna sten efter Tumme [sin fader?]. Krist låte Tummes själ komma i ljus och paradis och i den bästa värld för kristna.
Uttrycket "ljus och paradis" förekommer också på U 160 och Lundhøjstenen (DR 399) på Bornholm. Enligt runtextdatabasen är stilen Pr4, d.v.s Urnesstil, mellersta: Pr4, vilket skulle datera den till sent 1000-tal (1060/1070-1100). 